# フルクトース-2,6-ビスリン酸-6-ホスファターゼ
フルクトース-2,6-ビスリン酸-6-ホスファターゼ(Fructose-2,6-bisphosphate 6-phosphatase、EC 3.1.3.54)は、以下の化学反応を触媒する酵素である。
β-D-フルクトース-2,6-ビスリン酸 + 水{\displaystyle \rightleftharpoons }β-D-フルクトース-2-リン酸 + リン酸
従って、この酵素の基質はβ-D-フルクトース-2,6-ビスリン酸と水の2つ、生成物はβ-D-フルクトース-2-リン酸とリン酸の2つである。
この酵素は加水分解酵素に分類され、特にリン酸モノエステル結合に作用する。系統名は、β-D-フルクトース-2,6-ビスリン酸-6-ホスホヒドロラーゼ(beta-D-fructose-2,6-bisphosphate 6-phosphohydrolase)である。この酵素は、フルクトース及びマンノースの代謝の関与している。